# 리친청
리친청(중국어 간체자: 李钦诚, 정체자: 李欽誠, 병음: Lǐ Qīnchéng, 한자음: 이흠성, 1998년 10월 20일 ~ )은 중화인민공화국의 바둑 기사이다. 2009년 프로기사가 되었고 2016년 9단에 올랐다.

## 약력
- 장시성 난창시 출신
- 2009년 입단
- 2012년 제4회 비씨카드배 64강, 제1회 바이링배 64강, 삼성화재배 16강
- 2013년 18회 LG배 세계기왕전 32강
- 2014년 제21기 신인왕전 준우승 (대 위즈잉 1:2), 중신은행배 우승 (대 타오신란)
- 2016년 제28회 TV 바둑 아시아 선수권대회 우승 (대 신진서)